# مريت نبتي
مريت نبتي ، هي ملكة مصرية قديمة غير حاكمة أو زوجة ملك ، من الأسرة الخامسة ، و هي زوجة الملك ساحورع.

## حياتها
والدا مريت نبتي غير معروفان ، وقد صورت مع زوجها في معبده الجنائزي في أبي صير. ففي المعبد تظهر بجانب أم الملك ساحورع ، الملكة نفر حتبس ، ممسكتان بأيدي بعضهما البعض ، هذا تصوير غير عادي للغاية و قد يشير إلى علاقة وثيقة بين الاثنتين . فربما كانت نفر حتبس والدتها كذلك. و في المعبد الجنائزي ذكر العديد من الأبناء للملك ساحورع ، أسماؤهم هي : حور ام ساف، نتر إرن رع، خع كا رع ونب عنخ رع. و ليس من الواضح ما إذا كان هؤلاء الأمراء أبناء مريت نبتي أو ربما كانوا أبناءاً لزوجة أخرى للملك.

## ألقابها
و تشمل ألقاب الملكت مريت نبتي :
- عظيمة الثناء.
- من ترى حور و ست.
- زوجة الملك و حبيبته
- ورفيقة حور.[5]

## أبناؤها
و قد يكون أبناء ساحورع و مريت نبتي هم الأمراء رع نفر و نتر إرن رع ، ف وفقا لعالم الآثار التشيكي ميروسلاف فيرنر، ارتقى رع نفر العرش تحت اسم نفر إر كارع كاكاي، و نتر إرن رع قد جلس فيما بعد على سدة العرش باسم شبسس كارع.

## اكتشاف اسمها
و قد عرفت الملكة مريت نبتي لفترة طويلة من النقوش المصورة في معبد هرم الملك ساحورع. و مع ذلك، فإن اسمها هناك دمر جزئيا و أعيد بناؤه من قبل علماء الآثار كـ «نفرت حا نبتي» أو «نفرت نيبتي» ، و في الحفريات الأخيرة تم العثور على مداميك مع صور للملكة واسمها كامل الحفظ و تبين أنه مريت نبتي.